# Eupithecia cretata
Eupithecia cretata es una especie de polilla de la familia Geometridae. La especie fue descrita por primera vez por George Duryea Hulst habiendo sido descrita en 1896, con distribución en el estado de Colorado en Estados Unidos. El holotipo de la especie fue descrita en Manitoba. Las alas anteriores son pálidas. Hay una banda terminal ancha de color marrón ahumado en ambas alas. Se han observado volando de mayo a agosto.